# 世にも奇妙な物語 春の特別編 (2017年)
『世にも奇妙な物語 春の特別編』（よにもきみょうなものがたり はるのとくべつへん）は、2017年4月29日（土曜日）21:00 - 23:10にフジテレビで放送された『世にも奇妙な物語』の特別編。視聴率は10.6％。

## 夢男

### キャスト
- ミドリ - 中条あやみ
- 夢男 - This Man（声：玄田哲章）
- マナブ - 広田亮平
- ユカリ - 唐田えりか
- ダイチ ‐ 杉野遥亮
- 教授 ‐ 村上新悟
- ミドリの母 ‐ 筒井真理子

### スタッフ
- 脚本 - いながききよたか
- 演出 - 松木創

### 備考
エンディング後のエンド5秒に夢男が登場し、「今夜あなたの夢にお邪魔します。」と告げている。

## 一本足りない

### キャスト
- 風見綾子 - 永作博美
- 風見郁久 - 神尾佑
- 風見杏奈 - 北香那
- 風見和哉 - 今井悠貴

### スタッフ
- 脚本 - 蛭田直美
- 演出 - 小林義則

## カメレオン俳優

### キャスト
- 工藤圭太 - 菅田将暉
- 鍋島直樹 - 塚地武雅
- 野宮カナエ - 山崎紘菜
- 土橋国彦 - 山中崇
- ドクター春間 ‐ 峯村リエ
- 白沢明男 ‐ 大和田伸也
- 八巻卓朗 ‐ 平山浩行

### スタッフ
- 脚本 - 黒岩勉
- 演出 - 後藤庸介

## 妻の記憶

### キャスト
- 成田陽一郎 - 遠藤憲一
- 成田みどり - 徳永えり
- 梅原靖彦 ‐ 吉田悟朗
- 高梨徹 - 遠山俊也
- 三島老人 ‐ 山谷初男
- 成田春子 - 原田美枝子

### スタッフ
- 原作 - Osd（英語版）「妻の記憶」（『奇々怪々（朝鮮語版）』所収 / XOY）
- 脚本 - 和田清人
- 演出 - 河野圭太

## アバンストーリー(短編)
世にも奇妙な物語の放映作品一覧#2017春の特別編を参照。

### ノック
- 渡邉剣

### しりとり家族・しりとり家族ふたたび
- 村上茂樹 - 滝藤賢一
- 村上圭子 - 内山理名
- 村上優奈 - 浜辺美波
- 村上大樹 - 中川翼

### 赤
- カズレーザー（本人役、メイプル超合金）
- 安藤なつ（本人役、メイプル超合金）